# Casque de Negau

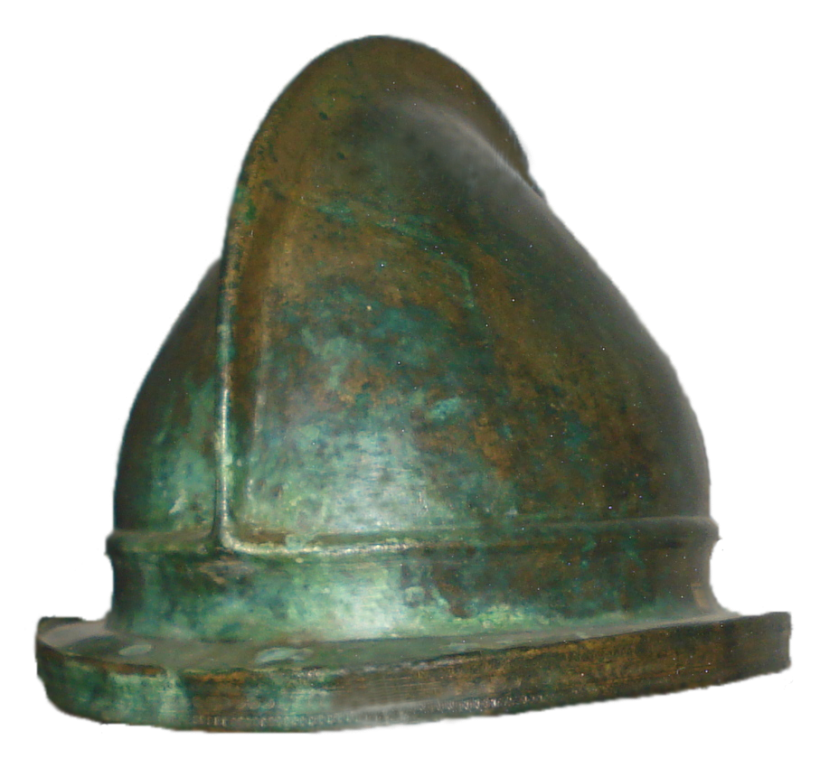
Casque de Negau de Daone. Museum de Santa Giulia, Brescia.

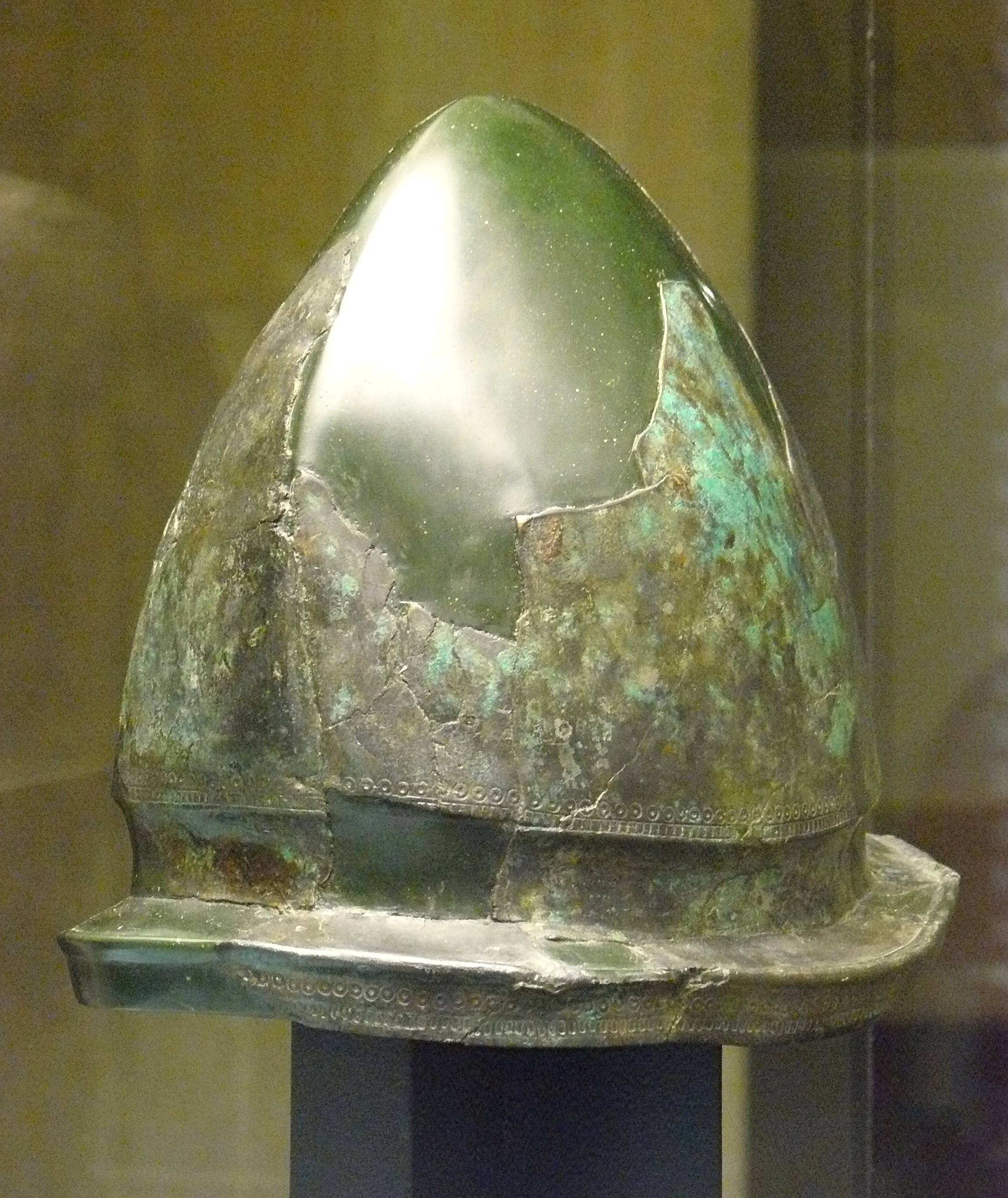
Casque de type Negau, culture de Golasecca vers 450 av. J.-C.

Les casques de Negau sont 28 casques en bronze (dont 23 sont conservés) datant du IVe siècle av. J.-C. et découverts en 1811 dans une cache de la localité de Ženjak, près de Negova (Negau en allemand), en Slovénie.

## Historique
Au cours de la Seconde Guerre mondiale, le village de Ženjak a été d'un grand intérêt pour les archéologues allemands en raison de son importance capitale pour l’étude de l'histoire des langues germaniques : en conséquence, il a été brièvement rebaptisé Harigast.
Le site n'a jamais été fouillé correctement.

## Histoire
Les casques de forme vetulonienne sont typiques de la civilisation étrusque, parfois décrite comme le « type de Negau ». Ils ont été enterrés aux alentours de 50 av. J.-C., peu avant l'invasion romaine de la région. Ils sont caractérisés par leur forme à tendance conique et leur fort rebord circulaire. Ils ont été utilisés par les Illyriens, les Vénètes, les Celtes, et les anciens peuples italiques,,,.

## Inscriptions

### Negau A
Les quatre inscriptions du casque généralement appelés Negau A sont lues par TL Markey comme : « Dubni banuabi » (de Dubnos tueur de porcs) ; « sirago Turbi » (prêtre astral de la troupe) ; « Iars'e esvii » (Iarsus le divin) ; « Kerup », probablement une abréviation d'un nom celte comme « Cerubogios ». Ces noms sont probablement ceux d’hommes rhétiques,.
Les casques de type Negau étaient généralement portés par les prêtres au moment de la déposition de ces casques, de sorte qu’ils semblent avoir été laissés sur le site Zenjak pour des raisons rituelles.

### Negau B

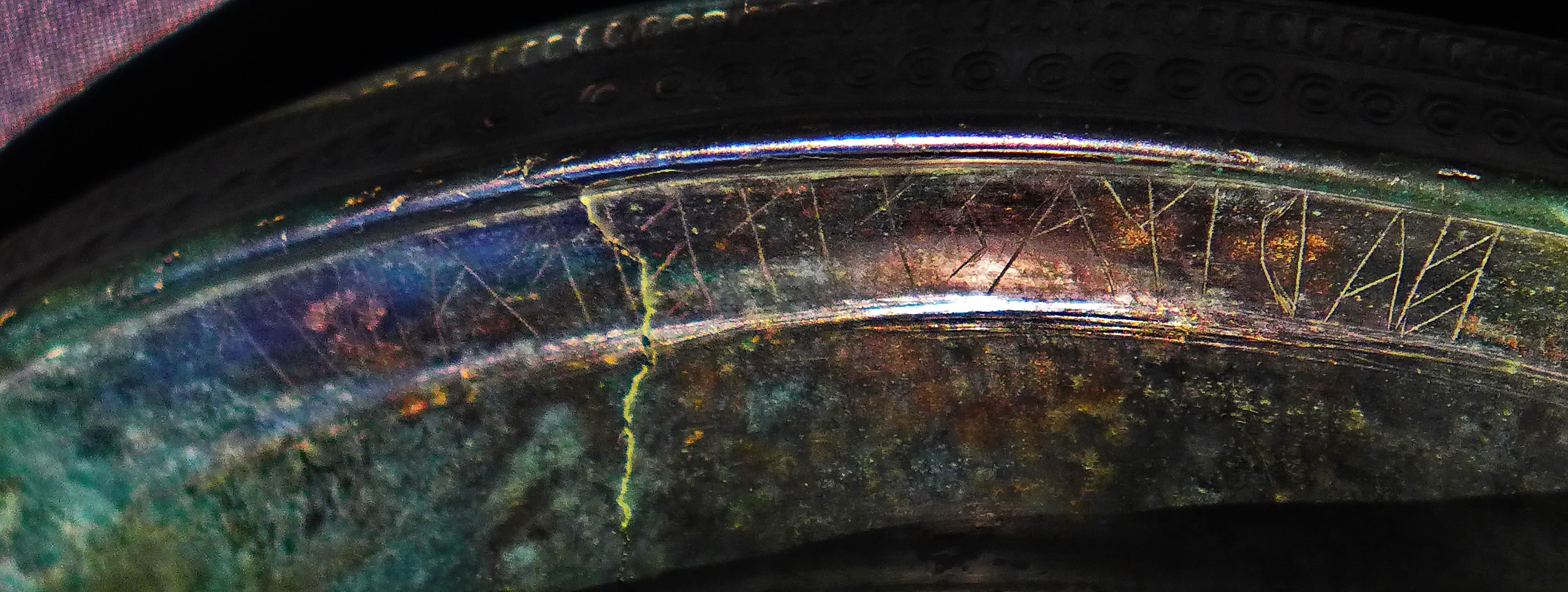
Inscription harigasti

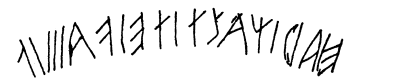
Harigasti teiva

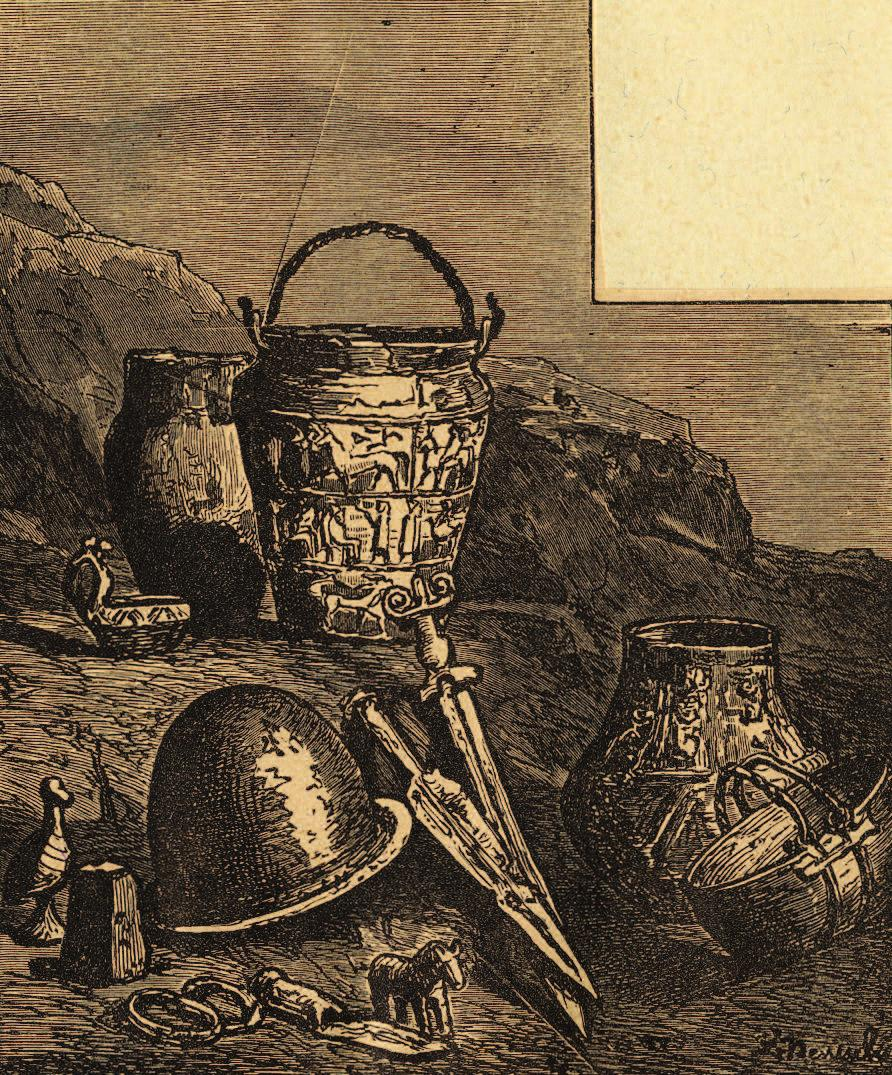
Ladislav Benesch, dessin (1891)

Sur le casque Negau B  se trouve une inscription en langue germanique archaïque, écrite à l’aide de l’alphabet nord-étrusque. Elle n'est pas nécessairement d’origine mais a pu être ajoutée par le propriétaire par la suite à une date inconnue. Il s’agit de la plus ancienne inscription en langue germanique connue.
L’inscription est la suivante :
 \\\, transcrite en harikastiteiva \ \ \ ip.
Elle se décompose en deux éléments : harikasti, anthroponyme germanique, et teiva, probablement lié à l’indo-européen *deiwas, signifiant dieu.
Plusieurs interprétations de l’inscription ont été proposées dans le passé, mais l'interprétation la plus récente est de TL Markey qui lit l’inscription comme « Harigast le prêtre ». Les inscriptions du casque Negau A semblent confirmer cette hypothèse. D’autres interprétations existent, plus anciennes : « au dieu Harigast », « Harigasti[z] au dieu » ou « à Týr ». En tout cas, le nom germanique Harigast est presque universellement lu. Il constitue d’ailleurs une attestation des changements phonétiques qui ont touché les occlusives de l’indo-européen en germanique commun (loi de Grimm).
En 1957, Gustav Must lit Hariχas Titieva comme un nom rhétique, le premier élément Hariχas de l’indo-européen (langue vénétique plutôt que germanique), le second Titieva de l'étrusque.
Autrefois, certains spécialistes ont vu l’inscription comme une incarnation précoce de l’alphabet runique, mais il est maintenant admis que le script est nord-étrusque et antérieur à la formation de l’alphabet runique.